# Centrerat kvadrattal
Centrerat kvadrattal är ett centrerat polygontal som representerar en kvadrat med en punkt i mitten, och som byggs vidare av punkter kring den.
Uppbyggnaden av de första centrerade kvadrattalen visas nedan:
|                           |  |                           |  |                            |  |                            |
| {\displaystyle C_{4,1}=1} |  | {\displaystyle C_{4,2}=5} |  | {\displaystyle C_{4,3}=13} |  | {\displaystyle C_{4,4}=25} |

## Förhållanden med andra figurtal
Det n:te centrerade kvadrattalet ges av formeln
{\displaystyle C_{4,n}=n^{2}+(n-1)^{2}.\,}
Med andra ord är ett centrerat kvadrattal summan av två på varandra följande kvadrattal. Följande mönster visar denna formel:
|                             |  |                             |  |                             |  |                              |
| {\displaystyle C_{4,1}=0+1} |  | {\displaystyle C_{4,2}=1+4} |  | {\displaystyle C_{4,3}=4+9} |  | {\displaystyle C_{4,4}=9+16} |

Formeln kan också uttryckas som
{\displaystyle C_{4,n}=1+4\,T_{n-1},\,}
det vill säga, n:te centrerade kvadrattalet är hälften av n:te udda kvadrattal plus ett, som illustreras nedan:
|                                 |  |                                 |  |                                  |  |                                  |
| {\displaystyle C_{4,1}=(1+1)/2} |  | {\displaystyle C_{4,2}=(9+1)/2} |  | {\displaystyle C_{4,3}=(25+1)/2} |  | {\displaystyle C_{4,4}=(49+1)/2} |

Liksom alla centrerade polygontal kan centrerade kvadrattal även uttryckas i termer av triangeltal:
{\displaystyle C_{4,n}=1+4\,T_{n-1},\,}
där
{\displaystyle T_{n}={n(n+1) \over 2}={n^{2}+n \over 2}={n+1 \choose 2}}
är det n:te triangeltalet. Detta kan lätt ses genom att ta bort punkten i mitten och dela resten av figuren i fyra trianglar, som nedan:
|                           |  |                                     |  |                                     |  |                                      |
| {\displaystyle C_{4,1}=1} |  | {\displaystyle C_{4,2}=1+4\times 1} |  | {\displaystyle C_{4,3}=1+4\times 3} |  | {\displaystyle C_{4,4}=1+4\times 6.} |

Skillnaden mellan två på varandra följande oktaedertal är ett centrerat kvadrattal.

## Egenskaper
De första centrerade kvadrattalen är:
1, 5, 13, 25, 41, 61, 85, 113, 145, 181, 221, 265, 313, 365, 421, 481, 545, 613, 685, 761, 841, 925, 1013, 1105, 1201, 1301, 1405, 1513, 1625, 1741, 1861, 1985, 2113, 2245, 2381, 2521, 2665, 2813, 2965, 3121, 3281, 3445, 3613, 3785, 3961, 4141, 4325, … (talföljd A001844 i OEIS)
Alla centrerade kvadrattal är udda och i basen 10 följer de första siffrorna mönstret 1-5-3-5-1.
Alla centrerade kvadrattal och deras delare har en rest av 1 när man dividerar med fyra. Därav slutar alla centrerade kvadrattal och deras delare med siffrorna 1 eller 5 i basen 6, 8 och 12.

### Centrerade kvadratprimtal
Ett centrerat kvadratprimtal är ett centrerat kvadrattal som är primtal. Till skillnad från icke-centrerade kvadrattal, som aldrig är primtal, är flera av de centrerade kvadrattalen primtal.
5, 13, 41, 61, 113, 181, 313, 421, 613, 761, 1013, 1201, 1301, 1741, 1861, 2113, 2381, 2521, 3121, 3613, … (talföljd A027862 i OEIS)